# Grande causa

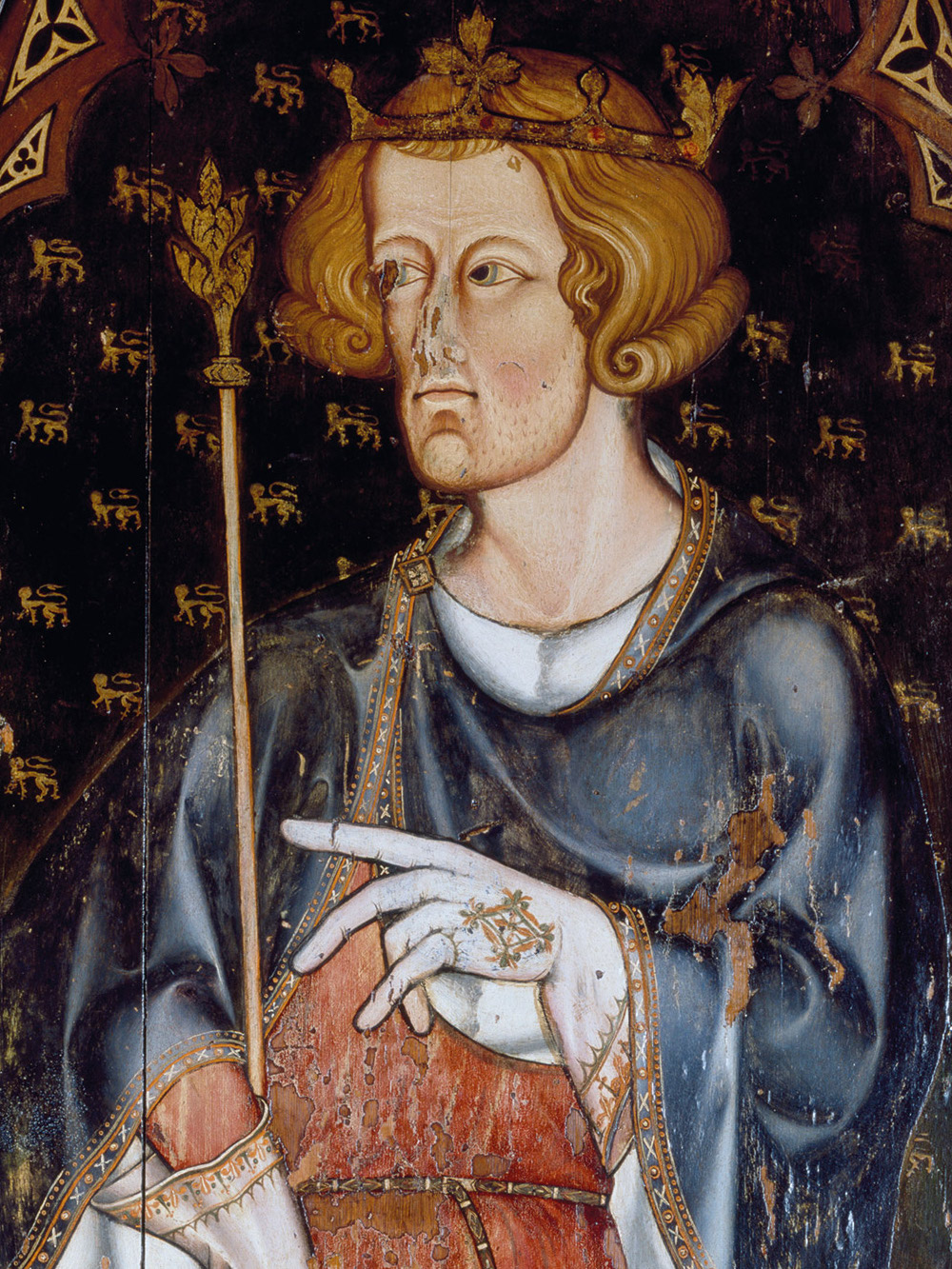
Ritratto di un sovrano nell'abbazia di Westminster, identificato come Edoardo I

Con Grande causa si fa riferimento alla contesa nata tra tredici pretendenti che ambivano alla corona di Scozia quando, nel settembre del 1290, divenne vacante il trono per via della morte della monarca bambina di sette anni Margherita. Quelli con le pretese più credibili erano John Balliol, Robert Bruce, John Hastings e Fiorenzo V d'Olanda. I membri del Consiglio chiamarono in causa Edoardo I d'Inghilterra, padre di Edoardo II (promesso in sposa a Margherita), perché scegliesse un erede, generando lo scoppio della disputa.

## Storia
Quando nel 1286 Alessandro III di Scozia morì senza eredi maschi, il trono andò alla sua unica discendente vivente, sua nipote Margherita di Scozia di appena tre anni. Nel 1290 i membri del Consiglio, che governavano il paese fino alla maggiore età di Margherita, stesero il trattato di Birgham, un contratto di matrimonio fra la bambina ed Edoardo II d'Inghilterra, anch'egli un bambino di soli cinque anni. Il matrimonio avrebbe quindi prodotto un erede che sarebbe stato il sovrano di entrambi gli stati, ma la Scozia, sempre secondo le clausole del trattato, avrebbe dovuto conservare una sua autonomia ed essere libera da qualsiasi sottomissione all'Inghilterra.
Nel mese di settembre del 1290 Margherita però morì alle Isole Orcadi, dove si era fermata nel suo viaggio di ritorno verso la Scozia, lasciando il paese privo di un successore incontestato. I membri del Consiglio chiamarono in causa Edoardo I d'Inghilterra, padre di Edoardo II, perché con loro scegliesse un erede in quella che divenne nota come la Grande causa. Poco prima di questa convocazione uno dei più grandi pretendenti fu John Balliol, signore di Galloway, che strinse un'alleanza con Anthony Bek, vescovo di Durham e rappresentante di Edoardo I in Scozia, e cominciò anche a definirsi come l'erede al trono. Intanto, Robert Bruce, V Signore di Annandale, andò nel luogo in cui Margherita avrebbe dovuto essere incoronata con un gruppo di soldati e presto si sparse la voce che il suo compagno Domhnall I, conte di Mar stesse raccogliendo un esercito. Di colpo la Scozia si trovò sull'orlo della guerra civile.

### Il richiesto intervento di Edoardo I d'Inghilterra
Lo scontro che si profilava fra i Balliol e i Bruce era intenso e per questo venne chiesto a Edoardo I di intervenire nella questione. Il sovrano inglese vide la possibilità di realizzare un desiderio a lungo accarezzato, l'ottenere il riconoscimento legale che la Scozia altro non fosse, o che divenisse, un feudo posseduto dalla corona d'Inghilterra. D'altro canto nel tardo XII secolo la Scozia era stata realmente uno Stato vassallo dal 1174, data di ratifica del Trattato di Falaise, al 1189 data del Quitclaim di Canterbury. Che la questione adesso potesse essere replicata era un altro paio di maniche, del resto quando Alessandro III di Scozia aveva reso l'Omaggio feudale ad Edoardo era stato ben attento a pronunciare le parole mio regno.
Nel maggio 1291 Edoardo I chiese ai feudatari scozzesi di riconoscere il proprio diritto alla sovranità prima di iniziare il proprio compito di arbitro, gli scozzesi non abboccarono e risposero che solo il loro re poteva fare un'affermazione di tale portata, assumendosene l'enorme responsabilità implicita, e quindi ogni loro dichiarazione in tal senso sarebbe stata priva di valore. Il comportamento degli scozzesi era perfettamente in linea con le leggi e le consuetudini del tempo, ma questo non servì a placare la furia di Edoardo che dichiarò che, stando così le cose, si rifiutava di entrare nel merito della successione.
D'altro canto i maggiorenti scozzesi avevano bisogno del suo aiuto e questo permise al sovrano inglese di costringerli ad accettare un certo numero di cavilli piccoli, ma importanti. I nobili in lizza per la successione accettarono, alla fine, di ammettere il diritto di Edoardo ad essere il loro signore, anche se non poterono affermare di parlare per il paese intero, accettarono di concedere al sovrano il diritto di controllo temporaneo su alcuni castelli, benché non tutti fossero di loro proprietà. Edoardo dal canto suo promise che avrebbe restituito il paese ed i castelli nelle mani del legittimo pretendente al trono di Scozia entro due mesi. Nel processo di selezione gli scozzesi agirono seguendo le linee del Trattato di Birgham del 1286, firmato da Alessandro III di Scozia e da Edoardo I d'Inghilterra il cui scopo era quello di mantenere il paese indipendente. Una volta espletate queste trattative cominciarono le udienze vere e proprie, 24 uditori, più Edoardo come presidente, si apprestarono quindi ad ascoltare i quattordici pretendenti al trono, dei quali i due maggiori rimanevano Robert Bruce e Giovanni di Scozia.

### I pretendenti

#### Lista dei pretendenti
Gli aspiranti pretendenti che si presentarono furono numerosi, ognuno vantando ascendenze diverse:

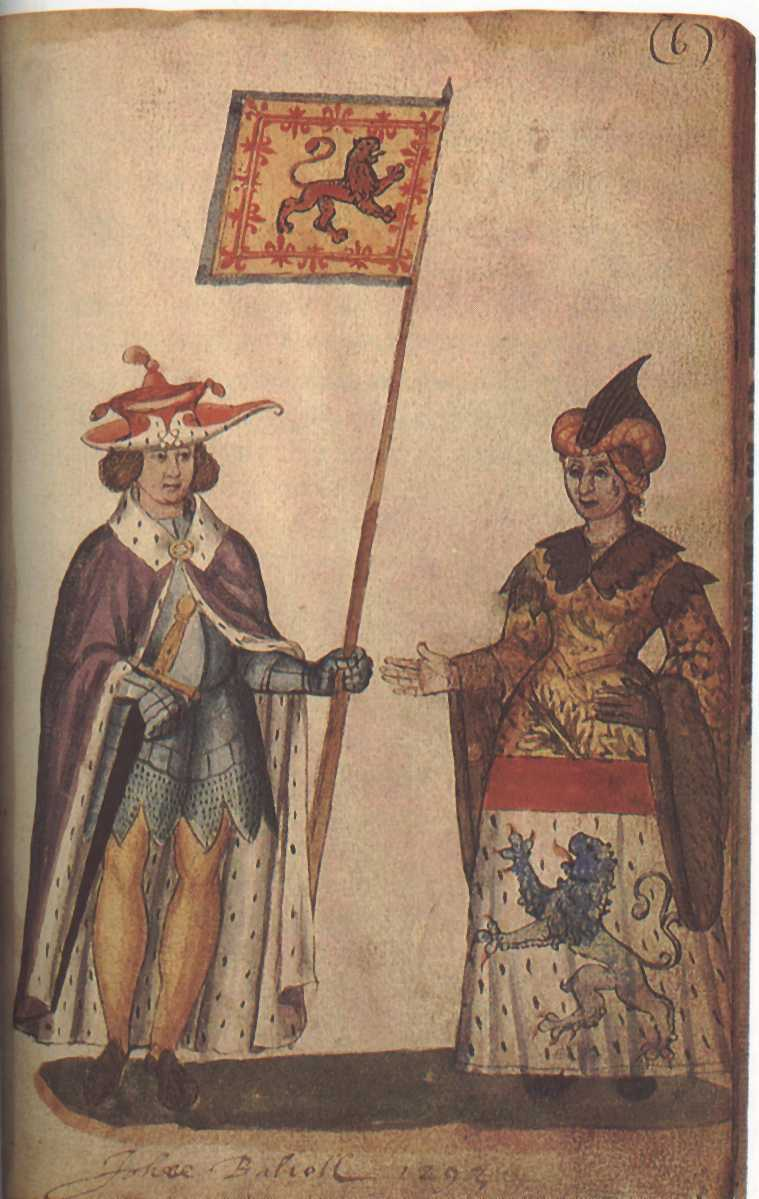
Illustrazione del Seton Armorial raffigurante Giovanni di Scozia e Isabella de Warenne

Edoardo I d'Inghilterra
al di là delle aspirazioni personali, egli basò la propria candidatura sul fatto che Malcolm III di Scozia aveva avuto una figlia, Matilde di Scozia, che era andata in moglie a Enrico I d'Inghilterra. I due quindi avevano avuto Matilde d'Inghilterra (1102-1167), che a sua volta aveva partorito Enrico II d'Inghilterra, che di Edoardo era il bis-nonno. Egli per altro era stato cognato del defunto Alessandro III, che aveva sposato la di lui sorella Margherita d'Inghilterra.
Fiorenzo V d'Olanda
figlio di Guglielmo II d'Olanda, discendeva attraverso il padre da Davide I di Scozia, il cui figlio Enrico di Scozia era il padre di Ada di Huntingdon (1146 circa-dopo il 1206), che aveva sposato Fiorenzo III conte d'Olanda (1141-1º agosto 1190).
Patrick Dunbar, VIII conte di March (1242-10 ottobre 1308)
discendente di Guglielmo I di Scozia attraverso una delle sue figlie naturali, Ada (morta nel 1200) che aveva sposato Patrick, V conte di Dunbar (1152-1232). L'altra sua argomentazione era la propria discendenza per patrilinearità da Duncan I di Scozia, il più lontano nella storia fra i sovrani presentati dagli altri pretendenti come propri avi. In più egli era sposato a Marjory Comyn, figlia di Alexander Comyn, conte di Buchan (morto 1289) discendente a sua volta da Donald III di Scozia.
William de Vesci
discendente da Guglielmo I di Scozia attraverso Margaret, figlia naturale di quest'ultimo, che aveva sposato Eustace de Vesci (1169-1216).
William de Ros, II barone de Ros (...-1316)
anch'egli discendente da Guglielmo I di Scozia attraverso un'altra sua figlia naturale, Isabella, che aveva sposato il suo bisnonno Robert de Ros.
Robert de Pinkeney
discendente per via paterna da Davide I di Scozia attraverso Marjory di Scozia, una figlia naturale di suo nipote Davide di Scozia, conte di Huntingdon che aveva sposato suo nonno John Lindsay.
Nicholas de Soules
discendente, per via materna, da Alessandro II di Scozia attraverso una delle sue figlie naturali, Marjorie, che aveva sposato suo nonno Alan Durward.
Patrick Galithly
suo padre, Henry Galithly, era uno dei figli naturali di Guglielmo I di Scozia.
Roger de Mandeville
sua madre Agatha discendeva da Aufrica, figlia naturale di Guglielmo I di Scozia.
John Comyn, II signore di Badenoch (morto nel 1302)
discendeva per via paterna da Donald III di Scozia attraverso sua figlia Bethoc.
John Hastings, I barone Hastings (6 maggio 1262-10 febbraio 1313)
suo padre Henry de Hastings (1235 circa-1269 circa) era figlio di Ada, figlia a sua volta del principe Davide di Scozia, nipote di re Davide I di Scozia.
Giovanni Balliolfiglio di Dervorguilla di Galloway a sua volta figlia di Margaret di Huntingdon (1194 circa-1228 circa), figlia maggiore di Davide di Scozia, conte di Huntingdon.
Robert Bruce, V Signore di Annandale
sua madre era Isobel di Huntingdon (1199-1251), secondogenita di Davide di Scozia, conte di Huntingdon, nipote di Davide I di Scozia. Robert, allora già quasi ottantenne, aveva servito come Reggente per la corona di Scozia.
Eirik II di Norvegia
genero di Alessandro III di Scozia e padre della defunta erede Margherita di Scozia.

#### Albero genealogico semplificato dei pretendenti
|                                             |                                             |                                             |                                             |                                             |                                             |  |  |                    |                    |                    |                    |                    |                    |  |  |                  |                  |                  |                  |                  |                  |                       |                       |                                  |                                  |                                  |                                  |                                  |                                  |  |  |                                     |                                     |                                     |                                     |                                     |                                     |  |  |                      |                      |                      |                      |                      |                      |  |  |                     |                   |                   |                   |                   |                   |  |  |                                      |                                      | Duncan I di Scozia                   |                                      |                                      |                                      |  |  |                                                                 |                                                                 |                                                                 |                                                                 |                                                                 |                                                                 |  |  |                                  |                                  |                                  |                                  |                                  |                                  |  |  |                    |                    |                    |                    |                    |                    |  |  |                       |                       |                       |                       |                       |                       |  |  |                                    |                                    |                                    |                                    |                                    |                                    |  |  |  |  |  |  |  |  |  |  |  |  |  |  |  |  |  |  |  |  |  |  |  |  |  |  |  |  |  |  |  |  |  |  |  |  |  |  |  |  |  |  |  |  |  |  |  |  |  |  |  |  |  |  |  |  |  |  |  |  |  |  |  |  |  |  |  |  |  |  |  |  |  |  |  |  |  |  |
|                                             |                                             |                                             |                                             |                                             |                                             |  |  |                    |                    |                    |                    |                    |                    |  |  |                  |                  |                  |                  |                  |                  |                       |                       |                                  |                                  |                                  |                                  |                                  |                                  |  |  |                                     |                                     |                                     |                                     |                                     |                                     |  |  |                      |                      |                      |                      |                      |                      |  |  |                     |                   |                   |                   |                   |                   |  |  |                                      |                                      |                                      |                                      |                                      |                                      |  |  |                                                                 |                                                                 |                                                                 |                                                                 |                                                                 |                                                                 |  |  |                                  |                                  |                                  |                                  |                                  |                                  |  |  |                    |                    |                    |                    |                    |                    |  |  |                       |                       |                       |                       |                       |                       |  |  |                                    |                                    |                                    |                                    |                                    |                                    |  |  |  |  |  |  |  |  |  |  |  |  |  |  |  |  |  |  |  |  |  |  |  |  |  |  |  |  |  |  |  |  |  |  |  |  |  |  |  |  |  |  |  |  |  |  |  |  |  |  |  |  |  |  |  |  |  |  |  |  |  |  |  |  |  |  |  |  |  |  |  |  |  |  |  |  |  |  |
|                                             |                                             |                                             |                                             |                                             |                                             |  |  |                    |                    |                    |                    |                    |                    |  |  |                  |                  |                  |                  |                  |                  |                       |                       |                                  |                                  |                                  |                                  |                                  |                                  |  |  |                                     |                                     |                                     |                                     |                                     |                                     |  |  |                      |                      |                      |                      |                      |                      |  |  |                     |                   |                   |                   |                   |                   |  |  |                                      |                                      |                                      |                                      |                                      |                                      |  |  |                                                                 |                                                                 |                                                                 |                                                                 |                                                                 |                                                                 |  |  |                                  |                                  |                                  |                                  |                                  |                                  |  |  |                    |                    |                    |                    |                    |                    |  |  |                       |                       |                       |                       |                       |                       |  |  |                                    |                                    |                                    |                                    |                                    |                                    |  |  |  |  |  |  |  |  |  |  |  |  |  |  |  |  |  |  |  |  |  |  |  |  |  |  |  |  |  |  |  |  |  |  |  |  |  |  |  |  |  |  |  |  |  |  |  |  |  |  |  |  |  |  |  |  |  |  |  |  |  |  |  |  |  |  |  |  |  |  |  |  |  |  |  |  |  |  |
|                                             |                                             |                                             |                                             |                                             |                                             |  |  |                    |                    |                    |                    |                    |                    |  |  |                  |                  |                  |                  |                  |                  | Malcolm III di Scozia | Malcolm III di Scozia | Malcolm III di Scozia            | Malcolm III di Scozia            | Malcolm III di Scozia            | Malcolm III di Scozia            |                                  |                                  |  |  |                                     |                                     |                                     |                                     |                                     |                                     |  |  |                      |                      |                      |                      |                      |                      |  |  |                     |                   |                   |                   |                   |                   |  |  |                                      |                                      |                                      |                                      |                                      |                                      |  |  |                                                                 |                                                                 |                                                                 |                                                                 |                                                                 |                                                                 |  |  |                                  |                                  |                                  |                                  |                                  |                                  |  |  |                    |                    |                    |                    |                    |                    |  |  |                       |                       |                       |                       |                       |                       |  |  | Donald III di Scozia               | Donald III di Scozia               | Donald III di Scozia               | Donald III di Scozia               | Donald III di Scozia               | Donald III di Scozia               |  |  |  |  |  |  |  |  |  |  |  |  |  |  |  |  |  |  |  |  |  |  |  |  |  |  |  |  |  |  |  |  |  |  |  |  |  |  |  |  |  |  |  |  |  |  |  |  |  |  |  |  |  |  |  |  |  |  |  |  |  |  |  |  |  |  |  |  |  |  |  |  |  |  |  |  |  |  |
|                                             |                                             |                                             |                                             |                                             |                                             |  |  |                    |                    |                    |                    |                    |                    |  |  |                  |                  |                  |                  |                  |                  | Malcolm III di Scozia | Malcolm III di Scozia | Malcolm III di Scozia            | Malcolm III di Scozia            | Malcolm III di Scozia            | Malcolm III di Scozia            |                                  |                                  |  |  |                                     |                                     |                                     |                                     |                                     |                                     |  |  |                      |                      |                      |                      |                      |                      |  |  |                     |                   |                   |                   |                   |                   |  |  |                                      |                                      |                                      |                                      |                                      |                                      |  |  |                                                                 |                                                                 |                                                                 |                                                                 |                                                                 |                                                                 |  |  |                                  |                                  |                                  |                                  |                                  |                                  |  |  |                    |                    |                    |                    |                    |                    |  |  |                       |                       |                       |                       |                       |                       |  |  | Donald III di Scozia               | Donald III di Scozia               | Donald III di Scozia               | Donald III di Scozia               | Donald III di Scozia               | Donald III di Scozia               |  |  |  |  |  |  |  |  |  |  |  |  |  |  |  |  |  |  |  |  |  |  |  |  |  |  |  |  |  |  |  |  |  |  |  |  |  |  |  |  |  |  |  |  |  |  |  |  |  |  |  |  |  |  |  |  |  |  |  |  |  |  |  |  |  |  |  |  |  |  |  |  |  |  |  |  |  |  |
|                                             |                                             |                                             |                                             |                                             |                                             |  |  |                    |                    |                    |                    |                    |                    |  |  |                  |                  |                  |                  |                  |                  | Davide I di Scozia    | Davide I di Scozia    | Davide I di Scozia               | Davide I di Scozia               | Davide I di Scozia               | Davide I di Scozia               |                                  |                                  |  |  |                                     |                                     |                                     |                                     |                                     |                                     |  |  |                      |                      |                      |                      |                      |                      |  |  |                     |                   |                   |                   |                   |                   |  |  |                                      |                                      |                                      |                                      |                                      |                                      |  |  |                                                                 |                                                                 |                                                                 |                                                                 |                                                                 |                                                                 |  |  |                                  |                                  |                                  |                                  |                                  |                                  |  |  |                    |                    |                    |                    |                    |                    |  |  |                       |                       |                       |                       |                       |                       |  |  | Bethoc di Scozia                   | Bethoc di Scozia                   | Bethoc di Scozia                   | Bethoc di Scozia                   | Bethoc di Scozia                   | Bethoc di Scozia                   |  |  |  |  |  |  |  |  |  |  |  |  |  |  |  |  |  |  |  |  |  |  |  |  |  |  |  |  |  |  |  |  |  |  |  |  |  |  |  |  |  |  |  |  |  |  |  |  |  |  |  |  |  |  |  |  |  |  |  |  |  |  |  |  |  |  |  |  |  |  |  |  |  |  |  |  |  |  |
|                                             |                                             |                                             |                                             |                                             |                                             |  |  |                    |                    |                    |                    |                    |                    |  |  |                  |                  |                  |                  |                  |                  | Davide I di Scozia    | Davide I di Scozia    | Davide I di Scozia               | Davide I di Scozia               | Davide I di Scozia               | Davide I di Scozia               |                                  |                                  |  |  |                                     |                                     |                                     |                                     |                                     |                                     |  |  |                      |                      |                      |                      |                      |                      |  |  |                     |                   |                   |                   |                   |                   |  |  |                                      |                                      |                                      |                                      |                                      |                                      |  |  |                                                                 |                                                                 |                                                                 |                                                                 |                                                                 |                                                                 |  |  |                                  |                                  |                                  |                                  |                                  |                                  |  |  |                    |                    |                    |                    |                    |                    |  |  |                       |                       |                       |                       |                       |                       |  |  | Bethoc di Scozia                   | Bethoc di Scozia                   | Bethoc di Scozia                   | Bethoc di Scozia                   | Bethoc di Scozia                   | Bethoc di Scozia                   |  |  |  |  |  |  |  |  |  |  |  |  |  |  |  |  |  |  |  |  |  |  |  |  |  |  |  |  |  |  |  |  |  |  |  |  |  |  |  |  |  |  |  |  |  |  |  |  |  |  |  |  |  |  |  |  |  |  |  |  |  |  |  |  |  |  |  |  |  |  |  |  |  |  |  |  |  |  |
|                                             |                                             |                                             |                                             |                                             |                                             |  |  |                    |                    |                    |                    |                    |                    |  |  |                  |                  |                  |                  |                  |                  | Enrico di Scozia      | Enrico di Scozia      | Enrico di Scozia                 | Enrico di Scozia                 | Enrico di Scozia                 | Enrico di Scozia                 |                                  |                                  |  |  |                                     |                                     |                                     |                                     |                                     |                                     |  |  |                      |                      |                      |                      |                      |                      |  |  |                     |                   |                   |                   |                   |                   |  |  |                                      |                                      |                                      |                                      |                                      |                                      |  |  |                                                                 |                                                                 |                                                                 |                                                                 |                                                                 |                                                                 |  |  |                                  |                                  |                                  |                                  |                                  |                                  |  |  |                    |                    |                    |                    |                    |                    |  |  |                       |                       |                       |                       |                       |                       |  |  | Hextilda di Tynedale               | Hextilda di Tynedale               | Hextilda di Tynedale               | Hextilda di Tynedale               | Hextilda di Tynedale               | Hextilda di Tynedale               |  |  |  |  |  |  |  |  |  |  |  |  |  |  |  |  |  |  |  |  |  |  |  |  |  |  |  |  |  |  |  |  |  |  |  |  |  |  |  |  |  |  |  |  |  |  |  |  |  |  |  |  |  |  |  |  |  |  |  |  |  |  |  |  |  |  |  |  |  |  |  |  |  |  |  |  |  |  |
|                                             |                                             |                                             |                                             |                                             |                                             |  |  |                    |                    |                    |                    |                    |                    |  |  |                  |                  |                  |                  |                  |                  | Enrico di Scozia      | Enrico di Scozia      | Enrico di Scozia                 | Enrico di Scozia                 | Enrico di Scozia                 | Enrico di Scozia                 |                                  |                                  |  |  |                                     |                                     |                                     |                                     |                                     |                                     |  |  |                      |                      |                      |                      |                      |                      |  |  |                     |                   |                   |                   |                   |                   |  |  |                                      |                                      |                                      |                                      |                                      |                                      |  |  |                                                                 |                                                                 |                                                                 |                                                                 |                                                                 |                                                                 |  |  |                                  |                                  |                                  |                                  |                                  |                                  |  |  |                    |                    |                    |                    |                    |                    |  |  |                       |                       |                       |                       |                       |                       |  |  | Hextilda di Tynedale               | Hextilda di Tynedale               | Hextilda di Tynedale               | Hextilda di Tynedale               | Hextilda di Tynedale               | Hextilda di Tynedale               |  |  |  |  |  |  |  |  |  |  |  |  |  |  |  |  |  |  |  |  |  |  |  |  |  |  |  |  |  |  |  |  |  |  |  |  |  |  |  |  |  |  |  |  |  |  |  |  |  |  |  |  |  |  |  |  |  |  |  |  |  |  |  |  |  |  |  |  |  |  |  |  |  |  |  |  |  |  |
|                                             |                                             |                                             |                                             |                                             |                                             |  |  |                    |                    |                    |                    |                    |                    |  |  |                  |                  |                  |                  |                  |                  |                       |                       |                                  |                                  |                                  |                                  |                                  |                                  |  |  |                                     |                                     |                                     |                                     |                                     |                                     |  |  |                      |                      |                      |                      |                      |                      |  |  |                     |                   |                   |                   |                   |                   |  |  |                                      |                                      |                                      |                                      |                                      |                                      |  |  |                                                                 |                                                                 |                                                                 |                                                                 |                                                                 |                                                                 |  |  |                                  |                                  |                                  |                                  |                                  |                                  |  |  |                    |                    |                    |                    |                    |                    |  |  |                       |                       |                       |                       |                       |                       |  |  |                                    |                                    |                                    |                                    |                                    |                                    |  |  |  |  |  |  |  |  |  |  |  |  |  |  |  |  |  |  |  |  |  |  |  |  |  |  |  |  |  |  |  |  |  |  |  |  |  |  |  |  |  |  |  |  |  |  |  |  |  |  |  |  |  |  |  |  |  |  |  |  |  |  |  |  |  |  |  |  |  |  |  |  |  |  |  |  |  |  |
| Guglielmo I di Scozia                       | Guglielmo I di Scozia                       | Guglielmo I di Scozia                       | Guglielmo I di Scozia                       | Guglielmo I di Scozia                       | Guglielmo I di Scozia                       |  |  |                    |                    |                    |                    |                    |                    |  |  |                  |                  |                  |                  |                  |                  |                       |                       |                                  |                                  |                                  |                                  |                                  |                                  |  |  |                                     |                                     |                                     |                                     |                                     |                                     |  |  |                      |                      |                      |                      |                      |                      |  |  |                     |                   |                   |                   |                   |                   |  |  |                                      |                                      |                                      |                                      |                                      |                                      |  |  | Davide di Huntingdon                                            | Davide di Huntingdon                                            | Davide di Huntingdon                                            | Davide di Huntingdon                                            | Davide di Huntingdon                                            | Davide di Huntingdon                                            |  |  |                                  |                                  |                                  |                                  |                                  |                                  |  |  |                    |                    |                    |                    |                    |                    |  |  | Ada di Scozia         | Ada di Scozia         | Ada di Scozia         | Ada di Scozia         | Ada di Scozia         | Ada di Scozia         |  |  | William Comyn                      | William Comyn                      | William Comyn                      | William Comyn                      | William Comyn                      | William Comyn                      |  |  |  |  |  |  |  |  |  |  |  |  |  |  |  |  |  |  |  |  |  |  |  |  |  |  |  |  |  |  |  |  |  |  |  |  |  |  |  |  |  |  |  |  |  |  |  |  |  |  |  |  |  |  |  |  |  |  |  |  |  |  |  |  |  |  |  |  |  |  |  |  |  |  |  |  |  |  |
| Guglielmo I di Scozia                       | Guglielmo I di Scozia                       | Guglielmo I di Scozia                       | Guglielmo I di Scozia                       | Guglielmo I di Scozia                       | Guglielmo I di Scozia                       |  |  |                    |                    |                    |                    |                    |                    |  |  |                  |                  |                  |                  |                  |                  |                       |                       |                                  |                                  |                                  |                                  |                                  |                                  |  |  |                                     |                                     |                                     |                                     |                                     |                                     |  |  |                      |                      |                      |                      |                      |                      |  |  |                     |                   |                   |                   |                   |                   |  |  |                                      |                                      |                                      |                                      |                                      |                                      |  |  | Davide di Huntingdon                                            | Davide di Huntingdon                                            | Davide di Huntingdon                                            | Davide di Huntingdon                                            | Davide di Huntingdon                                            | Davide di Huntingdon                                            |  |  |                                  |                                  |                                  |                                  |                                  |                                  |  |  |                    |                    |                    |                    |                    |                    |  |  | Ada di Scozia         | Ada di Scozia         | Ada di Scozia         | Ada di Scozia         | Ada di Scozia         | Ada di Scozia         |  |  | William Comyn                      | William Comyn                      | William Comyn                      | William Comyn                      | William Comyn                      | William Comyn                      |  |  |  |  |  |  |  |  |  |  |  |  |  |  |  |  |  |  |  |  |  |  |  |  |  |  |  |  |  |  |  |  |  |  |  |  |  |  |  |  |  |  |  |  |  |  |  |  |  |  |  |  |  |  |  |  |  |  |  |  |  |  |  |  |  |  |  |  |  |  |  |  |  |  |  |  |  |  |
|                                             |                                             |                                             |                                             |                                             |                                             |  |  |                    |                    |                    |                    |                    |                    |  |  |                  |                  |                  |                  |                  |                  |                       |                       |                                  |                                  |                                  |                                  |                                  |                                  |  |  |                                     |                                     |                                     |                                     |                                     |                                     |  |  |                      |                      |                      |                      |                      |                      |  |  |                     |                   |                   |                   |                   |                   |  |  |                                      |                                      |                                      |                                      |                                      |                                      |  |  |                                                                 |                                                                 |                                                                 |                                                                 |                                                                 |                                                                 |  |  |                                  |                                  |                                  |                                  |                                  |                                  |  |  |                    |                    |                    |                    |                    |                    |  |  |                       |                       |                       |                       |                       |                       |  |  |                                    |                                    |                                    |                                    |                                    |                                    |  |  |  |  |  |  |  |  |  |  |  |  |  |  |  |  |  |  |  |  |  |  |  |  |  |  |  |  |  |  |  |  |  |  |  |  |  |  |  |  |  |  |  |  |  |  |  |  |  |  |  |  |  |  |  |  |  |  |  |  |  |  |  |  |  |  |  |  |  |  |  |  |  |  |  |  |  |  |
| Alessandro II di Scozia                     | Alessandro II di Scozia                     | Alessandro II di Scozia                     | Alessandro II di Scozia                     | Alessandro II di Scozia                     | Alessandro II di Scozia                     |  |  |                    |                    |                    |                    |                    |                    |  |  | Henry Galithly   | Henry Galithly   | Henry Galithly   | Henry Galithly   | Henry Galithly   | Henry Galithly   |                       |                       | Isabella di Scozia               | Isabella di Scozia               | Isabella di Scozia               | Isabella di Scozia               | Isabella di Scozia               | Isabella di Scozia               |  |  | Ada di Scozia                       | Ada di Scozia                       | Ada di Scozia                       | Ada di Scozia                       | Ada di Scozia                       | Ada di Scozia                       |  |  | Margherita di Scozia | Margherita di Scozia | Margherita di Scozia | Margherita di Scozia | Margherita di Scozia | Margherita di Scozia |  |  | Aufrica di Scozia   | Aufrica di Scozia | Aufrica di Scozia | Aufrica di Scozia | Aufrica di Scozia | Aufrica di Scozia |  |  | Margherita di Huntingdon             | Margherita di Huntingdon             | Margherita di Huntingdon             | Margherita di Huntingdon             | Margherita di Huntingdon             | Margherita di Huntingdon             |  |  | Isobel di Huntingdon                                            | Isobel di Huntingdon                                            | Isobel di Huntingdon                                            | Isobel di Huntingdon                                            | Isobel di Huntingdon                                            | Isobel di Huntingdon                                            |  |  | Ada di Huntingdon                | Ada di Huntingdon                | Ada di Huntingdon                | Ada di Huntingdon                | Ada di Huntingdon                | Ada di Huntingdon                |  |  | Marjory            | Marjory            | Marjory            | Marjory            | Marjory            | Marjory            |  |  | Guglielmo I d'Olanda  | Guglielmo I d'Olanda  | Guglielmo I d'Olanda  | Guglielmo I d'Olanda  | Guglielmo I d'Olanda  | Guglielmo I d'Olanda  |  |  | Richard Comyn                      | Richard Comyn                      | Richard Comyn                      | Richard Comyn                      | Richard Comyn                      | Richard Comyn                      |  |  |  |  |  |  |  |  |  |  |  |  |  |  |  |  |  |  |  |  |  |  |  |  |  |  |  |  |  |  |  |  |  |  |  |  |  |  |  |  |  |  |  |  |  |  |  |  |  |  |  |  |  |  |  |  |  |  |  |  |  |  |  |  |  |  |  |  |  |  |  |  |  |  |  |  |  |  |
| Alessandro II di Scozia                     | Alessandro II di Scozia                     | Alessandro II di Scozia                     | Alessandro II di Scozia                     | Alessandro II di Scozia                     | Alessandro II di Scozia                     |  |  |                    |                    |                    |                    |                    |                    |  |  | Henry Galithly   | Henry Galithly   | Henry Galithly   | Henry Galithly   | Henry Galithly   | Henry Galithly   |                       |                       | Isabella di Scozia               | Isabella di Scozia               | Isabella di Scozia               | Isabella di Scozia               | Isabella di Scozia               | Isabella di Scozia               |  |  | Ada di Scozia                       | Ada di Scozia                       | Ada di Scozia                       | Ada di Scozia                       | Ada di Scozia                       | Ada di Scozia                       |  |  | Margherita di Scozia | Margherita di Scozia | Margherita di Scozia | Margherita di Scozia | Margherita di Scozia | Margherita di Scozia |  |  | Aufrica di Scozia   | Aufrica di Scozia | Aufrica di Scozia | Aufrica di Scozia | Aufrica di Scozia | Aufrica di Scozia |  |  | Margherita di Huntingdon             | Margherita di Huntingdon             | Margherita di Huntingdon             | Margherita di Huntingdon             | Margherita di Huntingdon             | Margherita di Huntingdon             |  |  | Isobel di Huntingdon                                            | Isobel di Huntingdon                                            | Isobel di Huntingdon                                            | Isobel di Huntingdon                                            | Isobel di Huntingdon                                            | Isobel di Huntingdon                                            |  |  | Ada di Huntingdon                | Ada di Huntingdon                | Ada di Huntingdon                | Ada di Huntingdon                | Ada di Huntingdon                | Ada di Huntingdon                |  |  | Marjory            | Marjory            | Marjory            | Marjory            | Marjory            | Marjory            |  |  | Guglielmo I d'Olanda  | Guglielmo I d'Olanda  | Guglielmo I d'Olanda  | Guglielmo I d'Olanda  | Guglielmo I d'Olanda  | Guglielmo I d'Olanda  |  |  | Richard Comyn                      | Richard Comyn                      | Richard Comyn                      | Richard Comyn                      | Richard Comyn                      | Richard Comyn                      |  |  |  |  |  |  |  |  |  |  |  |  |  |  |  |  |  |  |  |  |  |  |  |  |  |  |  |  |  |  |  |  |  |  |  |  |  |  |  |  |  |  |  |  |  |  |  |  |  |  |  |  |  |  |  |  |  |  |  |  |  |  |  |  |  |  |  |  |  |  |  |  |  |  |  |  |  |  |
|                                             |                                             |                                             |                                             |                                             |                                             |  |  |                    |                    |                    |                    |                    |                    |  |  |                  |                  |                  |                  |                  |                  |                       |                       |                                  |                                  |                                  |                                  |                                  |                                  |  |  |                                     |                                     |                                     |                                     |                                     |                                     |  |  |                      |                      |                      |                      |                      |                      |  |  |                     |                   |                   |                   |                   |                   |  |  |                                      |                                      |                                      |                                      |                                      |                                      |  |  |                                                                 |                                                                 |                                                                 |                                                                 |                                                                 |                                                                 |  |  |                                  |                                  |                                  |                                  |                                  |                                  |  |  |                    |                    |                    |                    |                    |                    |  |  |                       |                       |                       |                       |                       |                       |  |  |                                    |                                    |                                    |                                    |                                    |                                    |  |  |  |  |  |  |  |  |  |  |  |  |  |  |  |  |  |  |  |  |  |  |  |  |  |  |  |  |  |  |  |  |  |  |  |  |  |  |  |  |  |  |  |  |  |  |  |  |  |  |  |  |  |  |  |  |  |  |  |  |  |  |  |  |  |  |  |  |  |  |  |  |  |  |  |  |  |  |
| Alessandro III di Scozia                    | Alessandro III di Scozia                    | Alessandro III di Scozia                    | Alessandro III di Scozia                    | Alessandro III di Scozia                    | Alessandro III di Scozia                    |  |  | Marjory di Scozia  | Marjory di Scozia  | Marjory di Scozia  | Marjory di Scozia  | Marjory di Scozia  | Marjory di Scozia  |  |  | Patrick Galithly | Patrick Galithly | Patrick Galithly | Patrick Galithly | Patrick Galithly | Patrick Galithly |                       |                       | William de Ros                   | William de Ros                   | William de Ros                   | William de Ros                   | William de Ros                   | William de Ros                   |  |  | Patrick Dunbar, VI conte di March   | Patrick Dunbar, VI conte di March   | Patrick Dunbar, VI conte di March   | Patrick Dunbar, VI conte di March   | Patrick Dunbar, VI conte di March   | Patrick Dunbar, VI conte di March   |  |  | Eustace de Vesci     | Eustace de Vesci     | Eustace de Vesci     | Eustace de Vesci     | Eustace de Vesci     | Eustace de Vesci     |  |  | William de Say      | William de Say    | William de Say    | William de Say    | William de Say    | William de Say    |  |  | Dervorguilla di Galloway             | Dervorguilla di Galloway             | Dervorguilla di Galloway             | Dervorguilla di Galloway             | Dervorguilla di Galloway             | Dervorguilla di Galloway             |  |  | Robert Bruce, V Signore di Annandale                            | Robert Bruce, V Signore di Annandale                            | Robert Bruce, V Signore di Annandale                            | Robert Bruce, V Signore di Annandale                            | Robert Bruce, V Signore di Annandale                            | Robert Bruce, V Signore di Annandale                            |  |  | Henry de Hastings                | Henry de Hastings                | Henry de Hastings                | Henry de Hastings                | Henry de Hastings                | Henry de Hastings                |  |  | Alice Lindsay      | Alice Lindsay      | Alice Lindsay      | Alice Lindsay      | Alice Lindsay      | Alice Lindsay      |  |  | Fiorenzo IV d'Olanda  | Fiorenzo IV d'Olanda  | Fiorenzo IV d'Olanda  | Fiorenzo IV d'Olanda  | Fiorenzo IV d'Olanda  | Fiorenzo IV d'Olanda  |  |  | John Comyn, I signore di Badenoch  | John Comyn, I signore di Badenoch  | John Comyn, I signore di Badenoch  | John Comyn, I signore di Badenoch  | John Comyn, I signore di Badenoch  | John Comyn, I signore di Badenoch  |  |  |  |  |  |  |  |  |  |  |  |  |  |  |  |  |  |  |  |  |  |  |  |  |  |  |  |  |  |  |  |  |  |  |  |  |  |  |  |  |  |  |  |  |  |  |  |  |  |  |  |  |  |  |  |  |  |  |  |  |  |  |  |  |  |  |  |  |  |  |  |  |  |  |  |  |  |  |
| Alessandro III di Scozia                    | Alessandro III di Scozia                    | Alessandro III di Scozia                    | Alessandro III di Scozia                    | Alessandro III di Scozia                    | Alessandro III di Scozia                    |  |  | Marjory di Scozia  | Marjory di Scozia  | Marjory di Scozia  | Marjory di Scozia  | Marjory di Scozia  | Marjory di Scozia  |  |  | Patrick Galithly | Patrick Galithly | Patrick Galithly | Patrick Galithly | Patrick Galithly | Patrick Galithly |                       |                       | William de Ros                   | William de Ros                   | William de Ros                   | William de Ros                   | William de Ros                   | William de Ros                   |  |  | Patrick Dunbar, VI conte di March   | Patrick Dunbar, VI conte di March   | Patrick Dunbar, VI conte di March   | Patrick Dunbar, VI conte di March   | Patrick Dunbar, VI conte di March   | Patrick Dunbar, VI conte di March   |  |  | Eustace de Vesci     | Eustace de Vesci     | Eustace de Vesci     | Eustace de Vesci     | Eustace de Vesci     | Eustace de Vesci     |  |  | William de Say      | William de Say    | William de Say    | William de Say    | William de Say    | William de Say    |  |  | Dervorguilla di Galloway             | Dervorguilla di Galloway             | Dervorguilla di Galloway             | Dervorguilla di Galloway             | Dervorguilla di Galloway             | Dervorguilla di Galloway             |  |  | Robert Bruce, V Signore di Annandale                            | Robert Bruce, V Signore di Annandale                            | Robert Bruce, V Signore di Annandale                            | Robert Bruce, V Signore di Annandale                            | Robert Bruce, V Signore di Annandale                            | Robert Bruce, V Signore di Annandale                            |  |  | Henry de Hastings                | Henry de Hastings                | Henry de Hastings                | Henry de Hastings                | Henry de Hastings                | Henry de Hastings                |  |  | Alice Lindsay      | Alice Lindsay      | Alice Lindsay      | Alice Lindsay      | Alice Lindsay      | Alice Lindsay      |  |  | Fiorenzo IV d'Olanda  | Fiorenzo IV d'Olanda  | Fiorenzo IV d'Olanda  | Fiorenzo IV d'Olanda  | Fiorenzo IV d'Olanda  | Fiorenzo IV d'Olanda  |  |  | John Comyn, I signore di Badenoch  | John Comyn, I signore di Badenoch  | John Comyn, I signore di Badenoch  | John Comyn, I signore di Badenoch  | John Comyn, I signore di Badenoch  | John Comyn, I signore di Badenoch  |  |  |  |  |  |  |  |  |  |  |  |  |  |  |  |  |  |  |  |  |  |  |  |  |  |  |  |  |  |  |  |  |  |  |  |  |  |  |  |  |  |  |  |  |  |  |  |  |  |  |  |  |  |  |  |  |  |  |  |  |  |  |  |  |  |  |  |  |  |  |  |  |  |  |  |  |  |  |
| Margherita di Scozia ∞ Eirik II di Norvegia | Margherita di Scozia ∞ Eirik II di Norvegia | Margherita di Scozia ∞ Eirik II di Norvegia | Margherita di Scozia ∞ Eirik II di Norvegia | Margherita di Scozia ∞ Eirik II di Norvegia | Margherita di Scozia ∞ Eirik II di Norvegia |  |  | Ermengarde Durward | Ermengarde Durward | Ermengarde Durward | Ermengarde Durward | Ermengarde Durward | Ermengarde Durward |  |  |                  |                  |                  |                  |                  |                  |                       |                       | Robert de Ros, I barone de Ros   | Robert de Ros, I barone de Ros   | Robert de Ros, I barone de Ros   | Robert de Ros, I barone de Ros   | Robert de Ros, I barone de Ros   | Robert de Ros, I barone de Ros   |  |  | Patrick Dunbar, VII conte di March  | Patrick Dunbar, VII conte di March  | Patrick Dunbar, VII conte di March  | Patrick Dunbar, VII conte di March  | Patrick Dunbar, VII conte di March  | Patrick Dunbar, VII conte di March  |  |  | William de Vesci     | William de Vesci     | William de Vesci     | William de Vesci     | William de Vesci     | William de Vesci     |  |  | Aufrica de Say      | Aufrica de Say    | Aufrica de Say    | Aufrica de Say    | Aufrica de Say    | Aufrica de Say    |  |  | John Balliol, poi Giovanni di Scozia | John Balliol, poi Giovanni di Scozia | John Balliol, poi Giovanni di Scozia | John Balliol, poi Giovanni di Scozia | John Balliol, poi Giovanni di Scozia | John Balliol, poi Giovanni di Scozia |  |  | Robert Bruce, VI signore di Annandale                           | Robert Bruce, VI signore di Annandale                           | Robert Bruce, VI signore di Annandale                           | Robert Bruce, VI signore di Annandale                           | Robert Bruce, VI signore di Annandale                           | Robert Bruce, VI signore di Annandale                           |  |  | John Hastings, I barone Hastings | John Hastings, I barone Hastings | John Hastings, I barone Hastings | John Hastings, I barone Hastings | John Hastings, I barone Hastings | John Hastings, I barone Hastings |  |  | Henry de Pinkeney  | Henry de Pinkeney  | Henry de Pinkeney  | Henry de Pinkeney  | Henry de Pinkeney  | Henry de Pinkeney  |  |  | Guglielmo II d'Olanda | Guglielmo II d'Olanda | Guglielmo II d'Olanda | Guglielmo II d'Olanda | Guglielmo II d'Olanda | Guglielmo II d'Olanda |  |  | John Comyn, II signore di Badenoch | John Comyn, II signore di Badenoch | John Comyn, II signore di Badenoch | John Comyn, II signore di Badenoch | John Comyn, II signore di Badenoch | John Comyn, II signore di Badenoch |  |  |  |  |  |  |  |  |  |  |  |  |  |  |  |  |  |  |  |  |  |  |  |  |  |  |  |  |  |  |  |  |  |  |  |  |  |  |  |  |  |  |  |  |  |  |  |  |  |  |  |  |  |  |  |  |  |  |  |  |  |  |  |  |  |  |  |  |  |  |  |  |  |  |  |  |  |  |
| Margherita di Scozia ∞ Eirik II di Norvegia | Margherita di Scozia ∞ Eirik II di Norvegia | Margherita di Scozia ∞ Eirik II di Norvegia | Margherita di Scozia ∞ Eirik II di Norvegia | Margherita di Scozia ∞ Eirik II di Norvegia | Margherita di Scozia ∞ Eirik II di Norvegia |  |  | Ermengarde Durward | Ermengarde Durward | Ermengarde Durward | Ermengarde Durward | Ermengarde Durward | Ermengarde Durward |  |  |                  |                  |                  |                  |                  |                  |                       |                       | Robert de Ros, I barone de Ros   | Robert de Ros, I barone de Ros   | Robert de Ros, I barone de Ros   | Robert de Ros, I barone de Ros   | Robert de Ros, I barone de Ros   | Robert de Ros, I barone de Ros   |  |  | Patrick Dunbar, VII conte di March  | Patrick Dunbar, VII conte di March  | Patrick Dunbar, VII conte di March  | Patrick Dunbar, VII conte di March  | Patrick Dunbar, VII conte di March  | Patrick Dunbar, VII conte di March  |  |  | William de Vesci     | William de Vesci     | William de Vesci     | William de Vesci     | William de Vesci     | William de Vesci     |  |  | Aufrica de Say      | Aufrica de Say    | Aufrica de Say    | Aufrica de Say    | Aufrica de Say    | Aufrica de Say    |  |  | John Balliol, poi Giovanni di Scozia | John Balliol, poi Giovanni di Scozia | John Balliol, poi Giovanni di Scozia | John Balliol, poi Giovanni di Scozia | John Balliol, poi Giovanni di Scozia | John Balliol, poi Giovanni di Scozia |  |  | Robert Bruce, VI signore di Annandale                           | Robert Bruce, VI signore di Annandale                           | Robert Bruce, VI signore di Annandale                           | Robert Bruce, VI signore di Annandale                           | Robert Bruce, VI signore di Annandale                           | Robert Bruce, VI signore di Annandale                           |  |  | John Hastings, I barone Hastings | John Hastings, I barone Hastings | John Hastings, I barone Hastings | John Hastings, I barone Hastings | John Hastings, I barone Hastings | John Hastings, I barone Hastings |  |  | Henry de Pinkeney  | Henry de Pinkeney  | Henry de Pinkeney  | Henry de Pinkeney  | Henry de Pinkeney  | Henry de Pinkeney  |  |  | Guglielmo II d'Olanda | Guglielmo II d'Olanda | Guglielmo II d'Olanda | Guglielmo II d'Olanda | Guglielmo II d'Olanda | Guglielmo II d'Olanda |  |  | John Comyn, II signore di Badenoch | John Comyn, II signore di Badenoch | John Comyn, II signore di Badenoch | John Comyn, II signore di Badenoch | John Comyn, II signore di Badenoch | John Comyn, II signore di Badenoch |  |  |  |  |  |  |  |  |  |  |  |  |  |  |  |  |  |  |  |  |  |  |  |  |  |  |  |  |  |  |  |  |  |  |  |  |  |  |  |  |  |  |  |  |  |  |  |  |  |  |  |  |  |  |  |  |  |  |  |  |  |  |  |  |  |  |  |  |  |  |  |  |  |  |  |  |  |  |
| Margherita di Scozia                        | Margherita di Scozia                        | Margherita di Scozia                        | Margherita di Scozia                        | Margherita di Scozia                        | Margherita di Scozia                        |  |  | Nicholas de Soules | Nicholas de Soules | Nicholas de Soules | Nicholas de Soules | Nicholas de Soules | Nicholas de Soules |  |  |                  |                  |                  |                  |                  |                  |                       |                       | William de Ros, II barone de Ros | William de Ros, II barone de Ros | William de Ros, II barone de Ros | William de Ros, II barone de Ros | William de Ros, II barone de Ros | William de Ros, II barone de Ros |  |  | Patrick Dunbar, VIII conte di March | Patrick Dunbar, VIII conte di March | Patrick Dunbar, VIII conte di March | Patrick Dunbar, VIII conte di March | Patrick Dunbar, VIII conte di March | Patrick Dunbar, VIII conte di March |  |  | William de Vesci     | William de Vesci     | William de Vesci     | William de Vesci     | William de Vesci     | William de Vesci     |  |  | Agatha de Wardone   | Agatha de Wardone | Agatha de Wardone | Agatha de Wardone | Agatha de Wardone | Agatha de Wardone |  |  |                                      |                                      |                                      |                                      |                                      |                                      |  |  | Robert Bruce, VII signore di Annandale, poi Roberto I di Scozia | Robert Bruce, VII signore di Annandale, poi Roberto I di Scozia | Robert Bruce, VII signore di Annandale, poi Roberto I di Scozia | Robert Bruce, VII signore di Annandale, poi Roberto I di Scozia | Robert Bruce, VII signore di Annandale, poi Roberto I di Scozia | Robert Bruce, VII signore di Annandale, poi Roberto I di Scozia |  |  |                                  |                                  |                                  |                                  |                                  |                                  |  |  | Robert de Pinkeney | Robert de Pinkeney | Robert de Pinkeney | Robert de Pinkeney | Robert de Pinkeney | Robert de Pinkeney |  |  | Fiorenzo V d'Olanda   | Fiorenzo V d'Olanda   | Fiorenzo V d'Olanda   | Fiorenzo V d'Olanda   | Fiorenzo V d'Olanda   | Fiorenzo V d'Olanda   |  |  |                                    |                                    |                                    |                                    |                                    |                                    |  |  |  |  |  |  |  |  |  |  |  |  |  |  |  |  |  |  |  |  |  |  |  |  |  |  |  |  |  |  |  |  |  |  |  |  |  |  |  |  |  |  |  |  |  |  |  |  |  |  |  |  |  |  |  |  |  |  |  |  |  |  |  |  |  |  |  |  |  |  |  |  |  |  |  |  |  |  |
| Margherita di Scozia                        | Margherita di Scozia                        | Margherita di Scozia                        | Margherita di Scozia                        | Margherita di Scozia                        | Margherita di Scozia                        |  |  | Nicholas de Soules | Nicholas de Soules | Nicholas de Soules | Nicholas de Soules | Nicholas de Soules | Nicholas de Soules |  |  |                  |                  |                  |                  |                  |                  |                       |                       | William de Ros, II barone de Ros | William de Ros, II barone de Ros | William de Ros, II barone de Ros | William de Ros, II barone de Ros | William de Ros, II barone de Ros | William de Ros, II barone de Ros |  |  | Patrick Dunbar, VIII conte di March | Patrick Dunbar, VIII conte di March | Patrick Dunbar, VIII conte di March | Patrick Dunbar, VIII conte di March | Patrick Dunbar, VIII conte di March | Patrick Dunbar, VIII conte di March |  |  | William de Vesci     | William de Vesci     | William de Vesci     | William de Vesci     | William de Vesci     | William de Vesci     |  |  | Agatha de Wardone   | Agatha de Wardone | Agatha de Wardone | Agatha de Wardone | Agatha de Wardone | Agatha de Wardone |  |  |                                      |                                      |                                      |                                      |                                      |                                      |  |  | Robert Bruce, VII signore di Annandale, poi Roberto I di Scozia | Robert Bruce, VII signore di Annandale, poi Roberto I di Scozia | Robert Bruce, VII signore di Annandale, poi Roberto I di Scozia | Robert Bruce, VII signore di Annandale, poi Roberto I di Scozia | Robert Bruce, VII signore di Annandale, poi Roberto I di Scozia | Robert Bruce, VII signore di Annandale, poi Roberto I di Scozia |  |  |                                  |                                  |                                  |                                  |                                  |                                  |  |  | Robert de Pinkeney | Robert de Pinkeney | Robert de Pinkeney | Robert de Pinkeney | Robert de Pinkeney | Robert de Pinkeney |  |  | Fiorenzo V d'Olanda   | Fiorenzo V d'Olanda   | Fiorenzo V d'Olanda   | Fiorenzo V d'Olanda   | Fiorenzo V d'Olanda   | Fiorenzo V d'Olanda   |  |  |                                    |                                    |                                    |                                    |                                    |                                    |  |  |  |  |  |  |  |  |  |  |  |  |  |  |  |  |  |  |  |  |  |  |  |  |  |  |  |  |  |  |  |  |  |  |  |  |  |  |  |  |  |  |  |  |  |  |  |  |  |  |  |  |  |  |  |  |  |  |  |  |  |  |  |  |  |  |  |  |  |  |  |  |  |  |  |  |  |  |
|                                             |                                             |                                             |                                             |                                             |                                             |  |  |                    |                    |                    |                    |                    |                    |  |  |                  |                  |                  |                  |                  |                  |                       |                       |                                  |                                  |                                  |                                  |                                  |                                  |  |  |                                     |                                     |                                     |                                     |                                     |                                     |  |  |                      |                      |                      |                      |                      |                      |  |  | Roger de Mandeville |                   |                   |                   |                   |                   |  |  |                                      |                                      |                                      |                                      |                                      |                                      |  |  |                                                                 |                                                                 |                                                                 |                                                                 |                                                                 |                                                                 |  |  |                                  |                                  |                                  |                                  |                                  |                                  |  |  |                    |                    |                    |                    |                    |                    |  |  |                       |                       |                       |                       |                       |                       |  |  |                                    |                                    |                                    |                                    |                                    |                                    |  |  |  |  |  |  |  |  |  |  |  |  |  |  |  |  |  |  |  |  |  |  |  |  |  |  |  |  |  |  |  |  |  |  |  |  |  |  |  |  |  |  |  |  |  |  |  |  |  |  |  |  |  |  |  |  |  |  |  |  |  |  |  |  |  |  |  |  |  |  |  |  |  |  |  |  |  |  |

I sovrani scozzesi sono rappresentati in grassetto; le linee tratteggiate rappresentano le parentele illegittime; i tredici pretendenti sono rappresentati in corsivo.

### Le argomentazioni dei pretendenti
Di tutti i pretendenti solo quattro potevano vantare delle realistiche pretese: John Hastings, I barone Hastings, Giovanni di Scozia, Robert Bruce, V Signore di Annandale e Fiorenzo V d'Olanda e solo il secondo e il terzo avevano realistiche probabilità di successo.
- John Hastings era un nobile inglese con estese proprietà in Scozia, il che lo poneva già ai margini del gioco sulla base delle leggi feudali del tempo, i suoi avvocati avevano presentato delle argomentazioni secondo le quali la Scozia non era un vero reame per il fatto che, fra le altre cose, i suoi sovrani non venivano sottoposti ad incoronazione od Unzione. Quindi, essi concludevano, secondo la legge feudale tale "regno" avrebbe dovuto essere suddiviso fra gli eredi di Davide I di Scozia, non sorprende che una corte fatta di scozzesi abbia rigettato tali argomentazioni[3].
- John Balliol aveva una discendenza relativamente semplice e per questo piuttosto forte. Diretto discendente di Davide I di Scozia, sebbene attraverso la nonna Margaret, poteva spingere la propria ascendenza ancora più indietro, fino a Edgar di Scozia, che di Davide I era il fratello maggiore[3]. A differenza di Hastings, egli argomentò che il regno, in quanto proprietà reale, era una e indivisibile, allo scopo di evitare proposte di smembramento come infatti era stato fatto da Hastings.
- Sulla base della "prossimità di sangue", subito dopo veniva Robert Bruce, V Signore di Annandale, che discendeva dalla secondogenita di Davide di Scozia, conte di Huntingdon (mentre Giovanni di Scozia era discendente della figlia maggiore). Egli cercò di dimostrare che la successione per primogenitura non era sempre la strada migliore e questa teoria fu anche quella propugnata dai suoi avvocati, ma duecento anni di storia scozzese dimostravano che era proprio quella la consuetudine da sempre seguita. Bruce provò anche ad insinuare il fatto che Alessandro II di Scozia lo avesse nominato suo erede poiché era ancora senza figli maschi, ma in ogni caso era poi nato Alessandro III di Scozia ed anche Giovanni di Scozia aveva avuto dei maschi che potevano vantare pretese migliori di quelle di Bruce. All'inizio anch'egli sostenne la tesi dell'indivisibilità del regno, ma quando s'avvide che poteva perdere si accodò alla proposta di Hastings[4].
- Fiorenzo V d'Olanda sostenne che Davide di Scozia, conte di Huntigdon avesse rinunciato ai propri diritti ed a quelli dei propri discendenti[3]. La discendenza di Fiorenzo non era diretta e la sua parentela risaliva al matrimonio fra la nipote di Davide I di Scozia con il nonno Fiorenzo III, ma egli sostenne in ogni caso che Davide di Scozia aveva ceduto i propri diritti al fratello Guglielmo I di Scozia in favore di alcune terre nell'Aberdeenshire. Se questo fosse stato vero, egli sarebbe potuto essere il legittimo erede al trono. Tuttavia egli ammise di non possedere nessuna copia del documento, ma che di sicuro ne doveva esistere almeno una copia conservata in Scozia. Edoardo I quindi sospese la decisione per dieci mesi, periodo che fu passato a cercare il documento negli archivi dei castelli[3]. Tale documento non venne mai trovato. La copia trovata all'Abbazia di Pluscarden e datata 1291, che ora è conservata presso L'Aia, è perlopiù considerato un falso[3]. Le pretese di Fiorenzo in mancanza di prove non vennero accolte, anche se è rimasta traccia di un accordo fra lui e Bruce secondo il quale, quello dei due che avrebbe avuto successo avrebbe dato all'altro un terzo del regno come feudo[1].

### Il verdetto
Edoardo I si pronunciò infine il 17 novembre 1292 in favore di John Balliol, che divenne quindi re Giovanni di Scozia, con suo figlio Edoardo Balliol (1283 circa-1367) erede designato. Molti magnati scozzesi furono favorevoli a questa decisione, compreso John Comyn, II signore di Badenoch, un altro dei pretendenti, che era l'esponente di una delle famiglie nobiliari più potenti di Scozia e che aveva sposato Eleanor Balliol, sorella di Giovanni di Scozia.